# Ampedus amicus
Ampedus amicus là một loài bọ cánh cứng trong họ Elateridae. Loài này được Gurjeva & Dolin miêu tả khoa học năm 1970.